# Béla Guttmann
Béla Guttmann (pronuncia: [ˈbeːlɒ ˈɡutmɒnː]; Budapest, 27 gennaio 1899 – Vienna, 28 agosto 1981) è stato un calciatore e allenatore di calcio ungherese naturalizzato austriaco, di origine ebraica.
Giocò come centrocampista per l'MTK Budapest, lo Hakoah di Vienna, la nazionale ungherese e diverse squadre negli Stati Uniti. È tuttavia noto soprattutto per essere stato l'allenatore di alcune delle squadre di maggior rilievo in tutto il Mondo, quali Milan, San Paolo, Porto, Benfica e Peñarol. Ebbe il suo più grande successo con i portoghesi del Benfica, che guidò a due vittorie consecutive in Coppa dei Campioni nel 1961 e 1962.
Guttmann fu uno tra i principali artefici del 4-2-4, modulo che egli stesso portò in voga in Brasile, da allenatore del San Paolo, facendo sì che la nazionale del Paese sudamericano lo adottasse in occasione del vittorioso Campionato mondiale di calcio 1958. Tra i suoi meriti vi è anche quello di essere stato il mentore del campione portoghese Eusébio, che lanciò quando era alla guida del Benfica.
Ciò nonostante la sua carriera non fu priva di aspetti controversi: fu licenziato dal Milan con la squadra al primo posto in Serie A, lasciando polemicamente la società, e al Benfica, dopo che la dirigenza rifiutò di aumentargli lo stipendio, nel congedarsi scagliò una maledizione. Da allenatore del Servette divenne inviso alla stampa per aver falsamente affermato di aver vinto il Campionato italiano, mentre durante la sua seconda parentesi al Porto fu sospettato di aver cagionato la morte di un suo giocatore, per un non dimostrato utilizzo di doping. Uomo ironico e autoironico, era solito richiedere degli esosi compensi per prestare la sua attività ed ebbe una reputazione di persona sicura di sé.
Fu l'archetipo della figura dell'allenatore carismatico incarnato negli anni sessanta da Helenio Herrera e, in epoca più recente, da José Mourinho. Nel 1981 fu inserito nella International Jewish Sports Hall of Fame, mentre nel 2007 il prestigioso giornale inglese The Times lo ha annoverato tra i tecnici più influenti del periodo postbellico, classificandolo all'ottavo posto.

## Biografia
Guttmann nacque nella liberale Budapest, in una famiglia di origini ebraiche. I genitori, Abraham ed Eszter, erano entrambi dei ballerini e iniziarono il figlio alla stessa pratica. A sedici anni questi possedeva già la qualifica di istruttore di danza classica, tuttavia preferì dedicarsi al calcio, sport che stava prendendo sempre più piede nell'area dell'Impero austro-ungarico.
Dopo aver intrapreso la carriera sportiva in Ungheria si spostò in Austria, nella capitale Vienna. La città era ricca di fermenti culturali e il calcio era un argomento di cui gli intellettuali discutevano nei caffè; lo stesso Guttmann ricordò con nostalgia la parentesi trascorsa nel centro mitteleuropeo, il quale divenne la sua dimora d'elezione. Oltre a ciò, in quegli stessi anni si laureò in psicologia.
La sua carriera da giocatore lo portò, negli anni venti, a stabilirsi negli Stati Uniti, Paese dove non si limitò a praticare il calcio. Qui Guttmann ebbe inizialmente delle difficoltà economiche, tanto che fu costretto ad insegnare danza ai lavoratori portuali per integrare i propri guadagni, ma svolgendo la professione d'istruttore poté raccogliere una cospicua quantità di denaro. In seguito comprò anche in compartecipazione uno speakeasy e speculò in borsa, perdendo cinquantacinquemila dollari nel Crollo di Wall Street del 1929.
L'esperienza lasciò il segno: egli stesso raccontò che le persone che prima lo ammiravano per le sue abilità in campo finanziario successivamente lo apostrofarono come «poveraccio», cosa che lo portò, negli anni da allenatore, a chiedere delle ricche retribuzioni, dimodoché gli amici non perdessero più la stima nei suoi confronti. Tornato in Europa, non è chiaro come abbia trascorso l'epoca della Seconda guerra mondiale e della tragedia dell'Olocausto, durante la quale perse peraltro il fratello maggiore. Secondo Csaknády, uno dei suoi biografi, potrebbe essersi rifugiato in Svizzera o essere stato internato in un campo di concentramento, ma interrogato sul tema, Guttmann rispondeva semplicemente «Dio mi ha aiutato».
Pare che in questo periodo, precisamente nel 1942, abbia sposato la moglie Marianne, e che al suo ritorno in Ungheria nel 1945, stando a quanto riportato da un suo conoscente, fosse in grado di parlare il portoghese, ragion per cui alcuni hanno ipotizzato che avesse trovato riparo in Brasile, tuttavia fonti brasiliane affermano che durante il suo periodo al San Paolo non fosse in grado di parlare questo idioma. Un'ulteriore versione vuole che Guttmann si sia invece stabilito a Parigi. Dopo aver ripreso la carriera da allenatore al termine degli eventi bellici, Guttmann godette di considerevole successo col Benfica e fu tra i tecnici più pagati dell'epoca. Alla sua morte, avvenuta nel 1981, fu inumato nel settore ebraico del cimitero di Vienna.

## Stile di gioco
Guttmann fu un allenatore convinto della necessità dell'organizzazione tattica della formazione e diede al suo Benfica un gioco corale. Lo schema che chiedeva alla squadra di attuare per giungere alla finalizzazione era il cosiddetto «passa-repassa-chuta» (passa-ripassa-tira); segnatamente, i giocatori dovevano effettuare dei passaggi corti quando si trovavano nei pressi dell'area avversaria in modo da aumentarne la precisione, mentre se fossero stati situati lontano dalla porta andavano realizzati dei passaggi lunghi, per guadagnare metri sul campo; la buona riuscita dipendeva anche dalla capacità di smarcarsi in fase di possesso del pallone, viceversa in fase di non-possesso era necessario marcare gli avversari.
Ancorché curasse tali dettagli, Guttmann non riteneva che dovessero essere i giocatori ad adattarsi ad un paradigma tattico, bensì gli schemi a dover essere modellati sulle caratteristiche tecniche dei calciatori a disposizione. Nondimeno, nello scegliere la squadra da schierare teneva conto di diversi fattori come le condizioni meteorologiche, le condizioni del campo e quelle del naso dei calciatori, convinto che, qualora questo fosse stato intasato, non avrebbe offerto una buona respirazione, incidendo così sulla prestazione agonistica. Imponeva inoltre ai giocatori di astenersi categoricamente dal praticare sesso nella settimana antecedente alle partite importanti, precetto al quale teneva così tanto da provocargli, alla lettera, degli incubi notturni.
Guttmann fu propenso ad un approccio tattico dichiaratamente offensivo, tanto che disse «Non mi sono mai preoccupato di sapere se gli avversari avessero segnato, perché ho sempre pensato che noi avremmo potuto segnare ancora». Fu anche un sostenitore della centralità della figura dell'allenatore, che paragonò a quella di un domatore di leoni: «Domina gli animali, nella cui gabbia conduce il proprio spettacolo, finché li tratta con fiducia in sé e senza paura. Ma nel momento in cui diventa incerto della sua energia ipnotica, e i primi segni di timore appaiono nei suoi occhi, è perso». Il suo sapere calcistico non fu di natura teorica, ma aveva origini empiriche, infatti dichiarò: «Prima giocare, poi vedere, poi imparare».

## Carriera

### Giocatore

#### Club

##### Gli esordi e il passaggio all'MTK
Dopo l'ingresso nelle giovanili nel 1914, Guttmann debuttò nel 1917 con la prima squadra del Törekvés, club della seconda divisione ungherese col quale fu protagonista di un curioso episodio: in una gara contro lo Zsak, l'allora attaccante marcò tre gol consentendo al proprio club di vincere per 3-0, ma nonostante tale prestazione il giorno dopo i quotidiani scrissero che «L'autore dei tre gol è stato il peggiore in campo. Non ha fatto altro che ricevere la palla e tirare». Due stagioni più tardi passò al più quotato MTK di Budapest, società della borghesia austro-ungherese di origini ebraiche; cominciò a giocare come centromediano metodista, ruolo che interpretava con eleganza e che nel calcio dell'epoca costituiva il fulcro della squadra.
Vinse il titolo d'Ungheria nel 1921 e nel 1922, preferendo passare l'anno seguente allo Hakoah di Vienna, giacché il ritorno di Ferenc Nyul (giocatore prestato al Hagibor Cluj) lo avrebbe costretto ad una posizione di secondo piano: si trattò della prima di molte volte in cui cambiò Stato. Ad ogni modo, le ragioni del trasferimento non furono solamente sportive; la salita al potere di Miklós Horthy fece infatti precipitare l'Ungheria nell'antisemitismo, determinando dunque l'insorgere di un clima avverso nei confronti dei giudei (gruppo etnico cui Guttmann apparteneva), e in aggiunta a ciò il calcio ungherese era stato interessato da uno scandalo riguardante dei fondi neri.

##### Hakoah

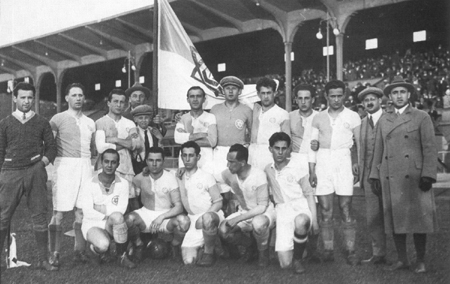
Lo Hakoah nel 1925. Guttmann è al centro, vicino alla bandiera

Già da giocatore Guttmann aveva lasciato intravedere gli aspetti bizzarri del proprio carattere e pretese, al momento del suo passaggio allo Hakoah di Vienna, di giocare sempre con una maglietta di seta. La squadra era una delle migliori realtà calcistiche europee del periodo e nel 1923, con Guttmann tra le sue file, ottenne una prestigiosa vittoria contro un'importante squadra inglese, il West Ham, finalista della FA Cup e sconfitto per 5-0: era la prima volta che i «maestri» inglesi perdevano in casa.
Nel 1924 la lega austriaca giunse al professionismo e lo Hakoah vinse il campionato quella stessa stagione (1924-1925), quando Guttmann era ormai visto come il maggior talento del calcio danubiano, tanto che il club gli riconosceva una retribuzione pari alla quarta parte dei propri introiti. L'anno successivo (1926) lo Hakoah, mosso dall'intento di raccogliere dei fondi per la causa sionista, viaggiò negli Stati Uniti per effettuare una serie di dieci partite, in una delle quali la squadra si esibì di fronte a quarantaseimila spettatori al Polo Grounds di New York, registrando un record di pubblico eguagliato solo cinquantuno anni dopo.
Il calcio in Nordamerica era lungi dall'essere ben conosciuto; Guttmann infatti ricordò: «Quando abbiamo disputato la nostra prima partita a New York gli spettatori conoscevano così male il calcio da confonderlo col football americano. I gol segnati li lasciavano completamente freddi, ma i tiri forti che uscivano ben alti dietro la porta erano presi per i punti del rugby e suscitavano uragani di applausi. Capita l'antifona e dato che stavamo vincendo nettamente ci siamo sbizzarriti a "sparare" lontano. Alla fine mi hanno portato in trionfo». Al termine di detta tournée alcuni membri dello Hakoah, tra cui Guttmann, decisero di intrattenersi in Nordamerica, forti del fatto che molti club della costa orientale degli Stati Uniti erano posseduti da ebrei. Al centromediano magiaro fu proposto uno stipendio di cinquecento dollari mensili, mille di reingaggio a fine stagione e benefit quali il pagamento del viaggio e dell'alloggio.

##### In America
Si unì ai New York Giants dell'American Soccer League (ASL), con i quali nelle prime due stagioni raccolse ottantatré presenze e segnò due gol. Nel 1928-1929 i Giants furono sospesi dalla ASL dopo cinque partite e Guttmann passò ai New York Hakoah della Eastern Professional Soccer League (ESL), con cui vinse una National Challenge Cup. Decise dunque, in concerto con gli ex membri dello Hakoah Vienna rimasti in America, di formare gli Hakoah All-Stars, compagine che era solita effettuare dei tour per propagandare il calcio centroeuropeo e che nel 1930 si esibì in alcune gare amichevoli nell'America del Sud.
Dopo un passaggio per il New York Soccer Club, in una lega formatasi da poco dall'unione di ESL e ASL, Guttmann giocò ancora per lo Hakoah All-Stars dalla primavera del 1931 fino al 1932, concludendo con essi la carriera da giocatore e totalizzando centosettantasei presenze nell'ASL. Tornò in Austria nel 1932, giocando ancora quattro partite con lo Hakoah.

#### Nazionale
Tra il 1921 e il 1924 Guttmann giocò altresì sei volte per l'Ungheria, segnando al suo debutto nel giugno 1921 in una vittoria per 3-0 contro la Germania. Più tardi quello stesso mese prese parte ad un incontro con la Selezione della Germania Meridionale. Le restanti quattro presenze furono registrate nel maggio del 1924 in partite contro Svizzera, Saarland, Polonia ed Egitto; le ultime due furono delle gare valevoli per le Olimpiadi.
Durante il ritiro, Guttmann obiettò che nel gruppo ungherese vi fossero più dirigenti che giocatori e che l'albergo dove erano stati fatti alloggiare era più adatto a socializzare che non alla preparazione; per dimostrare la sua disapprovazione, attaccò per la coda dei topi alle porte delle stanze dei dirigenti accompagnatori, determinando così la fine della propria carriera in Nazionale.

### Allenatore

#### Gli esordi e gli anni in Mitteleuropa
Il primo club a concedergli fiducia nel suo nuovo ruolo da tecnico fu lo Hakoah, la compagine nella quale aveva militato da giocatore, che diresse per un paio di stagioni a partire dal 1933 conducendolo per due volte al decimo posto in classifica. Grazie alla mediazione dell'allenatore della Nazionale austriaca Hugo Meisl (amico del padre), nel 1935 emigrò nuovamente giungendo in Olanda, dove assunse la guida dell'SC Enschede. Siglò inizialmente un accordo trimestrale e, quando il club decise di prolungarne la durata, Guttmann insistette affinché gli venisse riconosciuto un ricco premio in caso di vittoria del campionato nazionale.
La squadra aveva già accumulato cinque punti di distacco dalla prima in classifica, ragion per cui il presidente non esitò ad accordare al tecnico quanto richiesto. Allora l'Enschede si risollevò, riuscendo prima a vincere il campionato regionale, poi a competere per la conquista di quello nazionale, attestandosi quale capolista a metà stagione. A tal punto intervennero due sconfitte contro il Feyenoord e infine la squadra chiuse al terzo posto, ma ciò nonostante la dirigenza fu soddisfatta, consapevole che la vittoria l'avrebbe obbligata al pagamento del premio pattuito con la conseguente bancarotta del club. La stagione successiva invece l'Enschede rischiò perfino la retrocessione, e Guttmann lasciò il club una volta giunta la scadenza del contratto. Si era affermato come un allenatore di temperamento, convinto dei propri mezzi, irascibile e col gusto per i vestiti di buona foggia.
Nel marzo del 1938, quando si trovava nuovamente alla guida dello Hakoah, la Germania nazista di Adolf Hitler invase l'Austria e il club — espressione della cultura giudaica e formato da giocatori ebrei — venne rapidamente dismesso. L'allenatore riparò in Ungheria nell'estate dello stesso anno e assunse la direzione dell'Újpest di Budapest, che condusse alla vittoria del campionato quella stessa stagione, trionfo cui abbinò anche la conquista dell'allora prestigiosa Mitropa Cup, antesignana della Coppa dei Campioni. Nel periodo successivo fu costretto ad interrompere la propria attività a causa della guerra, tornando ad allenare solo nel 1945, quando venne ingaggiato dal Vasas (un altro club di Budapest).
Presto abbandonò anche questo e passò l'anno seguente ai rumeni del Ciocanul, ingaggiato dal presidente ebreo del club per innovare il calcio locale. Guttmann ottenne di essere remunerato in natura, con dei vegetali, per mitigare gli effetti della penuria di alimenti e contrastare l'inflazione, e in conformità a quanto richiestogli importò metodi di allenamento all'avanguardia. Debuttò in campionato il 26 agosto con una vittoria per 1-0 sul Ferar Cluj, ma rimase in carica solo per tredici turni, fino al 7 dicembre, allorché con la squadra al quarto posto ruppe con la società a causa delle ingerenze di uno dei dirigenti nelle questioni di carattere tecnico.
Di ritorno in Ungheria, condusse nuovamente l'Újpest alla conquista del campionato nel 1946-1947 e nel 1947-1948 guidò il Kispest (poi denominato Honvéd), dove diresse un gruppo di grandi giocatori — tra i quali spiccava Ferenc Puskás — che di lì a poco costituirono l'ossatura della Nazionale ungherese degli anni cinquanta. Guttmann rassegnò le dimissioni dopo una controversia proprio con Puskás, il quale nell'intervallo di una partita contro il Győr intimò ad un compagno di squadra, che il tecnico non intendeva schierare per il secondo tempo a causa del suo gioco troppo aggressivo, di rimanere comunque in campo. L'allenatore seguì il resto della partita dalla tribuna, sfogliando una rivista, per poi salire sul tram per tornare a casa senza far più ritorno. Guttmann si convinse di aver perso il rispetto da parte dei giocatori, conformemente al suo motto «Controlla la stella e controllerai la squadra».

#### Padova, Triestina e Nazionale ungherese

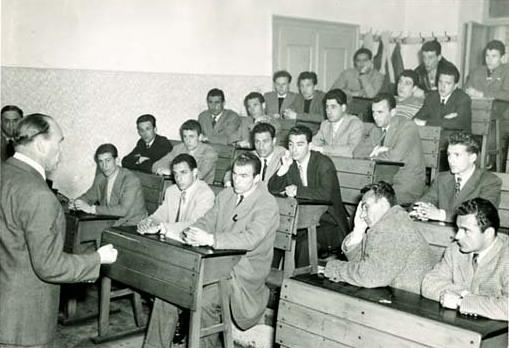
Guttmann insegna tattica ai giocatori della Triestina

Successivamente allenò molte formazioni in Stati differenti, compreso un periodo in Italia. Vi arrivò nel 1949-1950 per guidare il Padova; raggiunse un accordo di particolare natura, il quale prevedeva che assumesse subito la gestione della squadra senza che percepisse alcuna retribuzione fuorché il mantenimento, ottenendo però dei premi personali a partita che distribuiva ai giocatori; costoro, non eccelsi sul piano tecnico, furono allenati in modo da avere resistenza e brillantezza fisica, e il Padova raccolse delle buone prestazioni grazie alle quali nelle prime tredici giornate del campionato perse solo una volta. Tuttavia dal turno successivo al trentaduesimo si registrarono tredici sconfitte e, tre giorni dopo la partita del 26 aprile persa per 0-4 in trasferta contro la Juventus, Guttmann fu licenziato senza motivazioni né dettagliate né di natura tecnica, «Per fatti concreti appurati da indagini ineccepibili che intaccano direttamente la responsabilità personale dell'allenatore [...], in modo da far venir meno l'ampia fiducia in lui riposta». Fu sostituito da Pietro Serantoni, che condusse il Padova ad un decimo posto finale.
Guttmann passò la stagione seguente alla Triestina, e ben presto le accuse mosse al suo indirizzo assunsero contorni più definiti; gli fu infatti inflitta una sospensione dall'attività come conseguenza del cosiddetto «caso Monsider», allorché gli fu contestato di aver ricevuto del denaro per il trasferimento del portiere croato, giocatore acquistato un anno prima dal Padova sotto la sua gestione. Il ricorso esperito fu tuttavia accolto e a maggio la CAF dispose la restituzione della tessera federale (fino ad allora l'allenatore svolse le sue mansioni clandestinamente). Dopo aver ottenuto una sofferta quindicesima posizione in classifica nella stagione d'esordio, durante quella successiva (1951-1952) fu però di nuovo congedato anticipatamente in ragione dei risultati negativi; il 21 novembre, tre giorni dopo la sconfitta per 0-1 in casa col Torino, la squadra fu affidata ad interim all'allenatore in seconda Perron per poi essere rilevata da Mario Perazzolo.
Fino ad allora Guttmann si era mostrato nervoso, trasmettendo questo stato d'animo ai giocatori, benché allo stesso tempo il club patisse anche vicissitudini di carattere economico che contribuirono a minare la serenità generale. Sebbene la squadra avesse dimostrato comunque una buona condizione atletica, la negativa situazione in classifica rese tuttavia l'allenatore inviso alla tifoseria. Nel 1952 integrò lo staff tecnico della Nazionale ungherese, affiancando Gusztáv Sebes.

#### In Argentina, a Cipro e il ritorno in Italia

Guttmann ai tempi del Milan

Nel 1953 diresse il Quilmes nella seconda divisione Argentina, rimanendo alla guida di quest'ultimo club — dove militava un giovane Humberto Maschio — solo per sei giornate, trascorse le quali fu licenziato. Sempre nel Paese sudamericano provò a raggiungere un accordo col più blasonato Boca Juniors, ma la divergenza tra domanda e offerta impedì che fosse sottoscritto un contratto; a ciò si aggiunsero i problemi di salute della moglie, cui i medici consigliarono di soggiornare in una località mediterranea, perciò nell'ottobre di quello stesso anno Guttmann si accordò coi ciprioti dell'APOEL.
Nonostante il vincolo col club scadesse solo nel settembre del 1954, questo fu sciolto già nel novembre del 1953, quando il tecnico tornò in Italia ingaggiato dal Milan. Prima di accettare, chiese delle informazioni riguardanti la squadra al connazionale Lajos Czeizler, al tempo C.T. della Nazionale italiana e già alla guida del Milan nel recente passato, il quale diede il suo parere positivo. Guttmann subentrò dunque a campionato in corso, alla nona giornata, ad Arrigo Morselli, ma il rendimento incostante impedì alla squadra di andare oltre il terzo posto ex aequo alla Fiorentina, a sette punti dall'Inter campione.
Nel 1954-1955 la proprietà del club fu rilevata da Andrea Rizzoli, un ricco industriale desideroso di imporsi nel mondo del calcio che allestì una formazione altamente competitiva, aggiungendo il campione uruguaiano Juan Alberto Schiaffino ad altri importanti giocatori già in rosa come Nils Liedholm e Gunnar Nordahl, che assieme a Gunnar Gren avevano composto il celebre trio svedese del Gre-No-Li. L'allenatore lanciò Cesare Maldini (prelevato dalla Triestina), il quale sotto la sua gestione tecnica divenne il difensore centrale titolare della squadra, e istruì il portiere Lorenzo Buffon ad effettuare delle parate semplici dicendogli «Piccola cosa più piccola cosa fa grande capolavoro».
Quanto all'attacco dichiarò: «Io ho un determinato numero di uomini con caratteristiche ben definite. Devo sfruttarli nel compito per cui sono adatti. Nordahl e Ricagni sono due centravanti e nient'altro. Sta bene. Sørensen è mezz'ala e così pure Schiaffino. Io metto il pompierone svedese e l'argentino [Nordahl e Ricagni] come punte avanzate e faccio lavorare di spola il danese e l'uruguayano [Sørensen e Schiaffino]», mentre l'ala mancina Frignani fu rassicurata così: «Vedrai che in campionato si accorderanno e tu rimarrai libero come un passerotto, allora i tuoi colleghi ti passeranno palloni su palloni». Il modulo, nonostante le variazioni in avanti, continuò a essere in linea al classico WM in difesa, reparto innanzi al quale fu collocato Liedholm, reinventato come centromediano.
L'avvio di campionato fu positivo e il Milan ottenne nove vittorie e un pareggio nelle prime dieci giornate, ma nonostante ciò Guttmann fu sollevato dall'incarico, con la squadra prima in classifica, dopo diciannove partite, a causa di una flessione di risultati che nei primi sei turni del girone di ritorno fruttò una sola vittoria. Decisiva fu la sconfitta per 1-3 patita per mano della Sampdoria, alla quale era nel frattempo passato Czeizler, collega con cui peraltro Guttmann aveva avuto un alterco in un locale pubblico poche settimane prima. Le ragioni della scelta, presa dopo una riunione di diverse ore dei vertici societari, furono addebitate alla scarsa condizione atletica della squadra e dunque alla responsabilità dell'allenatore, ma anche al venir meno della fiducia da parte dei giocatori; questo quadro fu aggravato prima dai problemi fisici e poi dalla squalifica del regista Schiaffino, elemento fondamentale.
A sua discolpa Guttmann reclamò di essere stato privato dei giocatori migliori per via delle convocazioni della Nazionale e degli infortuni, circostanze che in un frangente lo portarono a poter disporre di solo otto componenti della rosa. Infine, stando a quanto riportato dalla stampa italiana all'epoca, abbandonò il Milan sorridendo e facendo un inchino ai giornalisti accorsi, sebbene altre fonti riportino che alla successiva conferenza stampa affermò: «Sono stato licenziato anche se non sono né un criminale né un omosessuale. Addio»; segnato dall'episodio, da quel momento in avanti chiese che nei suoi contratti fosse inserita una clausola che impedisse alle società di licenziarlo nel caso in cui la squadra occupasse il primo posto della classifica. Il club si aggiudicò lo scudetto col sostituto Héctor Puricelli, che fino ad allora aveva avuto il ruolo di seconda guida tecnica.
Guttmann passò quindi la stagione successiva al neopromosso Lanerossi Vicenza, in un'annata segnata da un avvenimento extra calcistico verificatosi precedentemente. Il 2 aprile del 1955, mentre era a Milano alla guida della sua automobile americana, aveva investito due scolari (uno dei quali perì), e per tale reato nel novembre dello stesso anno fu rinviato a giudizio, fatto che lo portò ad abbandonare l'Italia. Il 12 aprile 1956 il Lanerossi comunicò la sua sostituzione con Umberto Menti, specificando che «l'appassionato allenatore ungherese [...] ha manifestato la sua necessità di riposo». Fino all'8 aprile, data dell'ultima partita diretta da Guttmann (ventiseiesimo turno), la squadra aveva raccolto solo ventitré punti che valevano la terzultima posizione in classifica alla pari col Bologna. Nel novembre di quell'anno Guttmann firmò un contratto con l'Atlético Madrid, ma ciò nonostante non assunse la carica.

#### Innovatore in Brasile
Sul finire del 1956, da direttore tecnico dell'Honvéd, si spostò in Sudamerica per una tournée assieme a celebri giocatori ungheresi come Puskás, Kocsis, Lóránt e Czibor, decidendo di rimanere in Brasile dopo che l'Ungheria si trovò in uno stato di agitazione come conseguenza della rivoluzione antisovietica.
Nel 1957 Guttmann assunse la guida del San Paolo e importò metodi d'allenamento innovativi, facendo appendere ai pali e alla traversa della porta dei vecchi pneumatici che i giocatori avrebbero dovuto centrare calciando il pallone, un esercizio che intendeva migliorarne la mira; fece sì che le partite fossero precedute da una fase di riscaldamento e durante gli allenamenti assegnò a ciascun componente della squadra un proprio pallone; si impegnò inoltre nel perfezionare le doti dell'ala sinistra Canhoteiro, efficace nel dribbling ma non nel tiro, intrattenendosi alla sera con questi in specifiche sedute dall'allenamento al fine di potenziarne le capacità balistiche.
La squadra ebbe in campionato un avvio altalenante, ma con l'acquisizione del campione Zizinho ottenne otto vittorie e due pareggi, vincendo la competizione grazie al trionfo nella partita decisiva contro il Corinthians, avversario in lizza per il titolo, all'ultima giornata (3-1). Nel 1958 Guttmann fu prima momentaneamente sostituito per sei partite, a cavallo tra gennaio e febbraio, da Manoel Raymundo, per poi lasciare definitivamente il club a luglio a campionato ancora in corso, dopo averlo diretto per novantasette partite complessive, sostenendo di avere dei problemi personali.
L'allenatore ebbe inoltre il merito di introdurre nel Paese sudamericano il modulo 4-2-4, che venne ricalcato dalla Nazionale locale in occasione dei vittoriosi Mondiali del 1958 in Svezia. La mossa tattica di Guttmann consistette nell'arretrare, rispetto allo schieramento WM (3-2-2-3) a quel tempo in voga, un mediano a stopper e un interno a mediano, con la dichiarata intenzione di rafforzare la difesa. Dato il successo ottenuto con detto modulo, l'allora direttore tecnico del San Paolo, l'oriundo campano Vicente Feola, ebbe la felice intuizione di riproporlo allorché fu nominato Commissario tecnico della Selezione brasiliana, che come accennato conquistò il primo titolo mondiale della sua storia. Non si trattò di una novità assoluta, bensì di un indirizzo tattico già adottato dal movimento calcistico magiaro; Dino Sani, centrocampista del club in quel periodo, ha infatti ricordato che «il San Paolo di Béla Guttmann era il volto dell'Ungheria».

#### L'affermazione in Portogallo

##### La breve e vittoriosa parentesi al Porto
Successivamente Guttmann tornò in Europa, stabilendosi in Portogallo. All'inizio del novembre del 1958 sostituì Otto Bumbel alla guida del Porto, club col quale siglò un accordo che prevedeva una retribuzione pari a trecento contos annuali, cui potevano assommarsi altri cento in caso di vittoria della Coppa nazionale. A metà febbraio, la squadra si trovava a quattro punti dal Benfica capolista e ad uno dal Belenenses, ma compiendo una rimonta nelle giornate successive riuscì ad arrivare all'ultima partita del campionato con lo stesso punteggio dei rivali di Lisbona. Se entrambe le squadre avessero vinto, per conquistare il titolo si sarebbe reso necessario applicare il criterio della differenza reti e il Benfica avrebbe dovuto segnare almeno quattro gol in più rispetto al Porto; il 3-0 impartito da questi alla CUF rese tuttavia vana la vittoria per 7-1 ottenuta dai concorrenti ai danni del Torreense (peraltro anche grazie alla direzione compiacente dell'arbitro Inocêncio Calabote, subito dopo radiato).
Guttmann poté festeggiare quello che egli stesso definì come il suo successo in campionato più drammatico e, in onore dello stesso, i dirigenti del Porto lo omaggiarono con un logo del club in diamanti, ignari che però il tecnico aveva già raggiunto un'intesa per l'anno seguente proprio con l'avversario appena sconfitto. È dunque da allenatore in pectore del Benfica che Guttmann diresse ancora una volta il Porto nella successiva finale della Taça de Portugal, che, per ironia della sorte, lo vedeva contendere il trofeo nuovamente al club lisbonese, il quale se lo aggiudicò con una vittoria per 1-0. Conclusa la stagione col sancito cambio di club, Guttmann addusse come motivazione il clima umido della città di Oporto, che ritenne dannoso per la sua salute, e, come già avvenuto al Milan, il suo posto fu rilevato da Puricelli.

##### I trionfi col Benfica
(Béla Guttmann, definizione della mística benfiquista.)
Per la stagione 1959-1960 Guttmann chiese al Benfica un compenso di quattrocento contos annuali più centocinquanta per la vittoria in campionato, cinquanta per la coppa nazionale e duecento per la Coppa dei Campioni; un dirigente, dubbioso circa la possibilità di conquistare l'ultimo trofeo, rilanciò dicendo di chiederne non duecento ma trecento. L'allenatore, subentrato al brasiliano Otto Glória, confermò il modulo offensivo del collega ma vi aggiunse maggiore concretezza, tagliando inoltre venti giocatori della prima squadra e promuovendone alcuni dalle giovanili. Allo stesso tempo fu responsabile dell'acquisizione di José Torres, da lui arruolato dopo un mese in prova. Ancora una volta Guttmann vinse il campionato all'esordio con un nuovo club, occasione in cui il Benfica perse solo una partita, all'ultima giornata, contro il Belenenses.
La squadra si aggiudicò la competizione anche l'anno successivo, infilando di nuovo diversi risultati positivi, tanto che nell'arco di tutto il campionato perse solo sei punti tra quelli a disposizione. Ma soprattutto, in quella stessa stagione, conquistò la sua prima Coppa dei Campioni. Il Benfica sconfisse in finale il Barcellona giocando una gara tatticamente impeccabile, interrompendo così l'egemonia del Real Madrid, vincitore del torneo in tutte le cinque edizioni precedenti. Il giocatore portoghese José Augusto, che disputò quella partita, ricorda che «si rivelò veramente decisivo il contributo di Béla Guttmann, psicologo per eccellenza, esemplare nel modo in cui ci motivò per la partita, mentre forgiava una strategia che puntava allo strangolamento del calcio degli spagnoli, con Neto e Mário João chiamati a svolgere compiti di considerevole importanza, mentre in attacco, io, Santana e José Águas, Coluna e Cavém tentavamo di fare il resto, sforzandoci di battere una difesa quasi granitica».

Guttmann (in alto a sinistra) con alcuni giocatori del Benfica (tra cui Eusébio, al suo fianco) nel 1962

Con tale successo, il Benfica ottenne sette vittorie nella manifestazione europea, un primato per le squadre, che fu eguagliato quasi trenta anni dopo dalla squadra allenata da Sven-Göran Eriksson nel 1989-1990 e superato nel 2009-2010, ma in Europa League, da quella di Jorge Jesus (registrando nove volte il massimo risultato). Nel costruire quella formazione, Guttmann fece affidamento su quattro giocatori provenienti dalle colonie portoghesi in Africa: l'attaccante José Águas, il portiere Costa Pereira e i centrocampisti Joaquim Santana e Mário Coluna. Nel 1961-1962 il Benfica si rafforzò con l'ingresso in squadra in pianta stabile di un altro calciatore di origine africana, il mozambicano Eusébio (arrivato al termine della stagione precedente). Guttmann giocò un ruolo fondamentale nell'acquisizione di questi, giacché fu Bauer (suo giocatore al San Paolo) a segnalarglielo, dopo un incontro nella bottega di un barbiere. Si preoccupò inoltre di far ambientare il nuovo giocatore (allora diciottenne), incoraggiandolo e invitando i compagni a stargli vicino.
L'inserimento dell'attaccante, che fu determinante in quella stagione, lo portò a cambiare in parte l'assetto della squadra, facendo in modo che la posizione di Mário Coluna venisse arretrata e ottenendo una propensione offensiva ancora più spiccata. La stagione cominciò negativamente: in forza della conquista della Coppa dei Campioni dell'anno precedente, il Benfica disputò la Coppa Intercontinentale contro il Peñarol Montevideo, perdendola dopo tre confronti (vittoria per 1-0 al primo, sconfitta per 0-5 al secondo e per 1-2 allo spareggio); Guttmann litigò con la dirigenza accusandola di aver mal organizzato la trasferta, uno dei motivi che a fine annata lo portarono alla rottura con la società.

L'allenatore lasciò poi tutti di stucco quando alla vigilia della semifinale di Coppa dei Campioni contro il Tottenham Hotspur annunciò che al termine della stagione avrebbe abbandonato il società, aggiungendo inoltre che avrebbe gradito allenare in Inghilterra; ma si trattava in realtà di una mossa volta a disturbare gli avversari con il clamore destato presso la stampa, dacché la decisione era stata presa già da tempo. Il Benfica, dopo aver sconfitto gli inglesi in una difficile semifinale, giunse all'atto conclusivo del torneo per il secondo anno di seguito, avendo come avversario il Real Madrid di Puskás e Alfredo Di Stéfano. Il primo tempo si concluse col punteggio di 3-2 per gli spagnoli, ma nello spogliatoio Guttmann, davanti ai giocatori delusi, disse: «La partita è vinta. Loro sono morti». Nella seconda parte dell'incontro operò un cambio determinante, assegnando a Cavém la marcatura di Di Stéfano al fine di privare Puskás dei rifornimenti; il Benfica vinse per 5-3, grazie anche ad una doppietta di Eusébio. Il campionato fu concluso al terzo posto, e quando chiesero a Guttmann il perché della mancata vittoria, rispose sottolineando come il Benfica non avesse «il culo per sedersi su due sedie», frase che in Portogallo è divenuta celebre. La conquista della Coppa dei Campioni lo indusse tuttavia a chiedere il pagamento di un premio, ma la dirigenza glielo negò affermando che nel contratto non fosse presente una clausola contenente tale previsione. Guttmann disse «Ho avuto quattromila dollari in meno per aver vinto la Coppa dei Campioni rispetto al Campionato portoghese. Nessun tentativo è stato fatto dai dirigenti per cambiare la situazione» e, come conseguenza, avrebbe lanciato una maledizione:
Da quel momento la squadra ha perso tutte le finali di Coppa dei Campioni disputate, cinque, oltre a tre finali di Coppa UEFA/Europa League (due consecutivamente nel 2013 e nel 2014) e una di Coppa Intercontinentale, per un totale di nove finali in competizioni internazionali. Nel 1990, in occasione della finale contro il Milan che si giocava a Vienna, Eusébio si recò nel cimitero dove era situata la tomba del suo ex allenatore, e si mise a pregare davanti a essa, nella speranza di scongiurare la maledizione. Tale gesto tuttavia non portò alcun effetto, dato che il Benfica perse la finale per 1-0 contro i rossoneri di Arrigo Sacchi. Inoltre, anche le formazioni giovanili subirono la stessa sorte, perdendo tre finali continentali. Solo nel 2022, con la vittoria della primavera del Benfica in Youth League, la squadra portoghese tornò alla vittoria oltreconfine. Guttmann aggiunse anche che era sua intenzione abbandonare la società per non poter allenare «quattordici commendatori», titolo del quale era stato insignito al pari dei giocatori da parte del dittatore António Salazar grazie all'ultima vittoria, e che «la terza stagione è quasi sempre mortale per un allenatore».

#### Il periodo conclusivo

##### In Uruguay al Peñarol
L'annunciata conclusione del rapporto col Benfica aveva già attratto l'attenzione del giornale londinese Evening Standard, il quale aveva dedicato al fatto la prima pagina, e il Port Vale, sprovvisto di un allenatore, propose un ingaggio a Guttmann, che però non volle dirigere una squadra della terza divisione inglese. Andò dunque in Uruguay e allenò il Peñarol, la squadra che l'anno prima aveva sconfitto il Benfica nella Coppa Intercontinentale, già due volte vincitore della Copa Libertadores grazie alla presenza di importanti giocatori, tra i quali Alberto Spencer e Juan Joya.
Provò subito a cambiare il modo di giocare, imponendo ai calciatori di passare rapidamente il pallone, ma la tattica si rivelò di difficile attuazione sia perché il calcio uruguaiano era tipicamente propenso alla difesa e al contropiede, sia perché molti giocatori erano ormai giunti all'età matura e dunque refrattari a mutare abitudini di gioco ormai consolidate; Guttmann attribuì però tali problemi al manto erboso dello stadio, che paragonò a «un campo per piantare le patate». Era inoltre anziano e aveva difficoltà a preparare fisicamente i giocatori, giacché era lui stesso ad occuparsi di tale pratica in allenamento, lavorando di conseguenza poco. Altri aspetti controversi riguardarono alcune scelte tattiche discutibili (in una partita schierò l'attaccante Julio Abbadie da terzino sinistro e in un'altra il terzino Matosas da centrocampista centrale) e la lingua, dato che l'allenatore non parlava lo spagnolo e risolveva mischiando portoghese ed italiano.
Nella Coppa Libertadores la squadra, campione in carica, raggiunse la finale, perdendola contro il Santos dopo tre incontri. Con la vittoria dei brasiliani al primo turno e quella del Peñarol al secondo, l'assegnazione del titolo fu decisa da uno spareggio. La stampa uruguaiana sottolineò la necessità di neutralizzare Pelé, miglior giocatore del Santos, e Guttmann apprestò a tal fine uno schema; ciascun difensore centrale fu incaricato di marcare distintamente l'attaccante ogni volta che si fosse avvicinato alla propria zona di competenza, mentre il compagno che di volta in volta risultava libero dall'incombenza avrebbe dovuto presidiare la porzione di campo rimasta così scoperta; i centrocampisti furono chiamati a dar loro manforte e al portiere fu chiesto di porre attenzione ai palloni che giungevano nell'area piccola, giacché Pelé era pericoloso nei colpi di testa.
Nonostante detti accorgimenti, Pelé segnò due reti, che sommate ad un autogol iniziale determinarono la sconfitta del Peñarol per 0-3. La parentesi di Guttmann col Peñarol durò appena cinque mesi, solo al termine dei quali era riuscito ad imparare il nome dei giocatori; fu sostituito in ottobre da Peregrino Anselmo, che conquistò la vittoria in campionato.

##### Tra il 1963 e il 1964
Nel 1963 il Benfica provò per la prima volta a riportare Guttmann alla guida della squadra, insoddisfatto del gioco troppo difensivo avuto nella prima stagione senza la sua gestione tecnica, ma il compenso da lui richiesto fu ritenuto eccessivo; pretese infatti uno stipendio di cinquecento contos netti annuali, un premio dello stesso ammontare per la conquista della Coppa dei Campioni, un'abitazione lussuosa, una vettura con automobilista e ferie pagate in Austria. Tale richiesta era a suo dire giustificata dal fatto che il Benfica da lui costruito aveva continuato a vincere, facendo sì che la società avesse potuto guadagnare molto grazie al suo operato e, di conseguenza, avrebbe dovuto riconoscergli ciò con un emolumento adeguato.
Dopo aver rifiutato un'offerta dello Sporting Lisbona per non volere affrontare il Benfica come avversario, Guttmann tornò in Austria. Nel marzo del 1964 fu nominato supervisore della Nazionale affiancando Josef Walter, mentre contestualmente Joschi Walter divenne Capitano Federale dell'ÖFB. Quest'ultimo rassegnò le dimissioni in ottobre stante le difficoltà a riformare il sistema — scopo prefissatosi — e Guttmann fece altrettanto, spinto anche da una campagna stampa antisemita nei suoi confronti.

##### Il ritorno al Benfica
Il Benfica si fece di nuovo avanti per la stagione 1965-1966 e Guttmann questa volta accettò, andando tuttavia incontro ad un'annata senza successo. Alla vigilia della partita di andata del quarto di finale di Coppa dei Campioni contro il Manchester United, diffuse la voce che i suoi giocatori erano ormai vecchi e appagati, per fare in modo che gli avversari li sottovalutassero, ma l'affermazione fu malintesa, al punto che fu necessaria una riunione d'emergenza per spiegare ai calciatori del Benfica che si trattava solo di una delle sue schermaglie verbali per disorientare la squadra rivale. I dirigenti societari gli proibirono comunque di parlare nuovamente, decisione che portò Guttmann ad annunciare che quella sarebbe stata la sua ultima stagione da allenatore per la società.
Il Benfica perse la gara di ritorno, giocata in casa, per 1-5, e in ragione della sconfitta il Dipartimento calcistico della società propose alla Direzione il licenziamento dell'allenatore, ma questa preferì una soluzione alternativa e meno estrema, consistente nell'affidare il ruolo di «allenatore di campo» a Fernando Cabrita. Tenendo conto dei due distinti periodi, Guttmann diresse il Benfica in 162 partite (113 V, 27 N, 22 P); il debutto si ebbe il 20 settembre 1959 in Benfica 4 — Setúbal 1, mentre l'ultima occasione in cui sedette sulla panchina del club di Lisbona fu il primo maggio del 1966 per Belenenses 1 — Benfica 3. Quanto alle competizioni europee, totalizzò 22 partite (14 V, 3 N, 5 P), esordendo ad Edimburgo il 29 settembre 1960 in Hearts 1 — Benfica 2 e chiudendo il 9 marzo 1966 con la sopracitata disfatta casalinga con i Red Devils.

##### In Svizzera al Servette

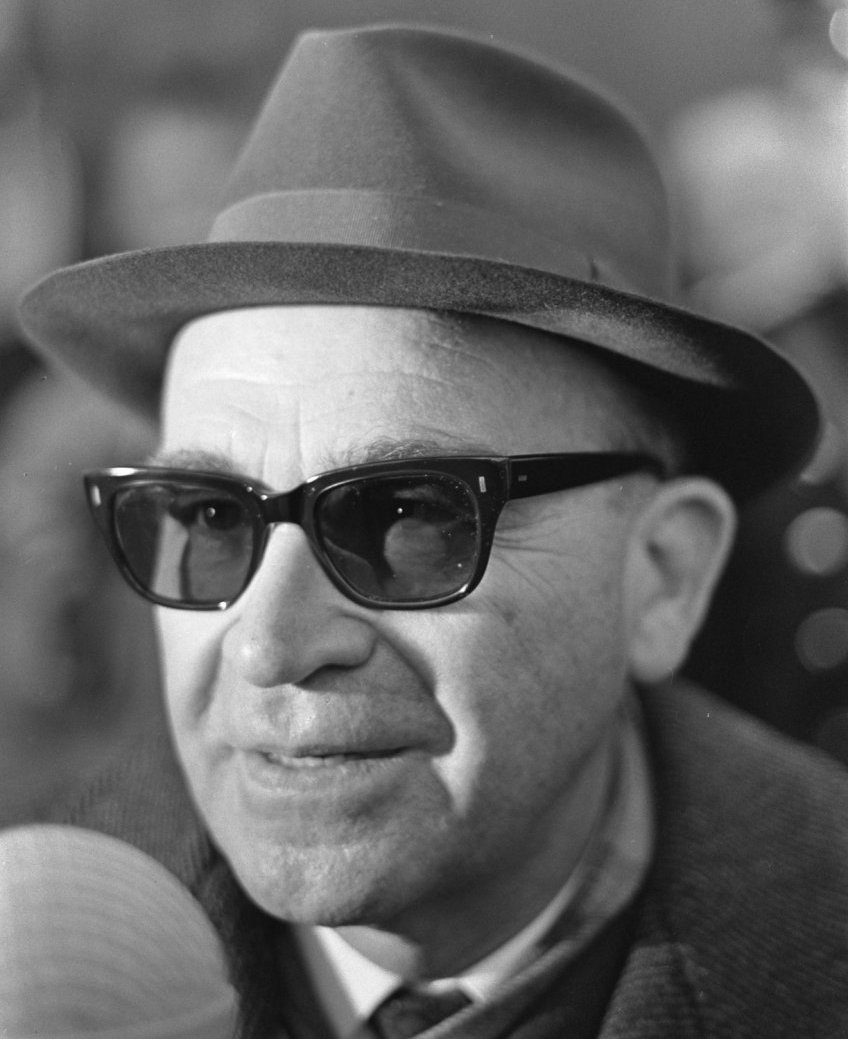
Béla Guttmann (1966)

Nel 1966 fu ingaggiato dagli svizzeri del Servette, allorché il presidente della società, Marcel Righi, sollevò dall'incarico l'allenatore-giocatore Roger Vonlanthen come conseguenza dei deludenti risultati avutisi in avvio di stagione (quattro sconfitte consecutive in campionato). Al termine del girone d'andata Guttmann condusse la squadra a nove punti dalla capolista Zurigo, ma fu eliminato dalla Coppa Svizzera. L'allenatore incrinò anche i suoi rapporti con la stampa per aver millantato di aver vinto il Campionato italiano con il Milan, abbandonando definitivamente la squadra di sua sponte nel marzo del 1967, con la partita persa contro lo Slavia Sofia ai quarti della Coppa delle Coppe, costata l'esclusione dalla competizione.

##### Il ritorno al Porto
Nella restante parte del 1967 ebbe una breve e negativa esperienza coi greci del Panathīnaïkos, dopo la quale rimase inattivo per alcuni anni, fino a quando prese la guida dell'Austria Vienna dal marzo del 1973 fino al termine della stagione. L'annata successiva il Porto gli affidò nuovamente la squadra, ma il rapporto si interruppe in dicembre in circostanze infelici: al 13º minuto della tredicesima giornata di campionato, il centrocampista della squadra Pavão morì in campo per ragioni mai del tutto chiarite; l'autopsia stabilì che il decesso fu causato da una lesione delle capsule renali dovuta ad un brusco scarico di adrenalina, che però non fu possibile spiegare.
Guttmann in passato era stato sospettato di aver fatto ricorso al doping, e in particolare era noto che la moglie di Costa Pereira, giocatore del Benfica, lo aveva redarguito perché il marito passava delle notti insonni in stato di euforia, a suo dire dovuto alla somministrazione di strane pillole; Guttmann, che assicurava che fossero solo delle vitamine, era solito aggiungerle, talvolta di nascosto, nella minestra che veniva servita ai calciatori, e inoltre offriva loro un infuso di limone caldo e molto zuccherato. Dopo l'episodio l'allenatore lasciò la società e fece ritorno a Vienna, terminando allo stesso tempo la sua carriera.

## Statistiche

### Giocatore

#### Presenze e reti nei club
NOTA: le presenze e le reti con squadre statunitensi si riferiscono alla sola ASL
| Stagione                | Squadra                          | Campionato              | Campionato | Campionato | Coppe nazionali | Coppe nazionali | Coppe nazionali | Coppe continentali | Coppe continentali | Coppe continentali | Altre coppe | Altre coppe | Altre coppe | Totale | Totale |
| Stagione                | Squadra                          | Comp                    | Pres       | Reti       | Comp            | Pres            | Reti            | Comp               | Pres               | Reti               | Comp        | Pres        | Reti        | Pres   | Reti   |
| ----------------------- | -------------------------------- | ----------------------- | ---------- | ---------- | --------------- | --------------- | --------------- | ------------------ | ------------------ | ------------------ | ----------- | ----------- | ----------- | ------ | ------ |
| 1921-1922               | Hakoah Vienna                    | EK                      | 11         | 0          | CdA             | 2               | 1               | –                  | –                  | –                  | –           | –           | –           | 13     | 1      |
| 1922-1923               | Hakoah Vienna                    | EK                      | 24         | 1          | CdA             | 5               | 1               | –                  | –                  | –                  | –           | –           | –           | 29     | 2      |
| 1923-1924               | Hakoah Vienna                    | EK                      | 21         | 3          | CdA             | 1               | 0               | –                  | –                  | –                  | –           | –           | –           | 22     | 3      |
| 1924-1925               | Hakoah Vienna                    | I. L                    | 16         | 0          | CdA             | 1               | 0               | –                  | –                  | –                  | –           | –           | –           | 17     | 0      |
| 1925-1926               | Hakoah Vienna                    | I. L                    | 22         | 4          | CdA             | –               | –               | –                  | –                  | –                  | –           | –           | –           | 22     | 4      |
| 1926                    | Hakoah Vienna                    | I. L                    | 2          | 0          | CdA             | –               | –               | –                  | –                  | –                  | –           | –           | –           | 2      | 0      |
| 1926-1927               | N.Y. Giants                      | ASL                     | 35         | 0          | NCC+LC          | 1+1             | 0+0             | –                  | –                  | –                  | –           | –           | –           | 37     | 0      |
| 1927-1928               | N.Y. Giants                      | ASL                     | 43         | 2          | NCC+LC          | 2+3             | 0+0             | –                  | –                  | –                  | –           | –           | –           | 48     | 2      |
| 1928-1929               | N.Y. Giants                      | ASL                     | 5          | 0          | –               | –               | –               | –                  | –                  | –                  | –           | –           | –           | 5      | 0      |
| Totale New York Giants  | Totale New York Giants           | Totale New York Giants  | 83         | 2          |                 | 3+4             | 0+0             |                    | –                  | –                  |             | –           | –           | 90     | 2      |
| 1929-1930               | New York Hakoah/Hakoah All-Stars | ASL                     | 21         | 0          | NCC+LC          | 2+5             | 0+0             | –                  | –                  | –                  | –           | –           | –           | 28     | 0      |
| 1930                    | New York S.C.                    | ASL                     | 22         | 0          | –               | –               | –               | –                  | –                  | –                  | –           | –           | –           | 22     | 0      |
| 1931                    | Hakoah All-Stars                 | ASL                     | 14         | 0          | NCC             | 1               | 0               | –                  | –                  | –                  | –           | –           | –           | 15     | 0      |
| 1931                    | Hakoah All-Stars                 | ASL                     | 19         | 0          | –               | –               | –               | –                  | –                  | –                  | –           | –           | –           | 19     | 0      |
| 1932                    | Hakoah All-Stars                 | ASL                     | 17         | 0          | NCC             | 3               | 0               | –                  | –                  | –                  | –           | –           | –           | 20     | 0      |
| Totale Hakoah All-Stars | Totale Hakoah All-Stars          | Totale Hakoah All-Stars | 50         | 0          |                 | 4+0             | 0+0             |                    | –                  | –                  |             | –           | –           | 54     | 0      |
| 1932-1933               | Hakoah Vienna                    | I. L                    | 4          | 0          | CdA             | –               | –               | –                  | –                  | –                  | –           | –           | –           | 4      | 0      |
| Totale Hakoah Vienna    | Totale Hakoah Vienna             | Totale Hakoah Vienna    | 100        | 8          |                 | 9               | 2               |                    | –                  | –                  |             | –           | –           | 109    | 10     |
| Totale carriera         | Totale carriera                  | Totale carriera         | 276        | 10         |                 | 27              | 2               |                    | –                  | –                  |             | –           | –           | 303    | 12     |

#### Cronologie presenze e reti in nazionale[137]
| Cronologia completa delle presenze e delle reti in nazionale ― Ungheria | Cronologia completa delle presenze e delle reti in nazionale ― Ungheria | Cronologia completa delle presenze e delle reti in nazionale ― Ungheria | Cronologia completa delle presenze e delle reti in nazionale ― Ungheria | Cronologia completa delle presenze e delle reti in nazionale ― Ungheria | Cronologia completa delle presenze e delle reti in nazionale ― Ungheria | Cronologia completa delle presenze e delle reti in nazionale ― Ungheria | Cronologia completa delle presenze e delle reti in nazionale ― Ungheria |
| Data                                                                    | Città                                                                   | In casa                                                                 | Risultato                                                               | Ospiti                                                                  | Competizione                                                            | Reti                                                                    | Note                                                                    |
| ----------------------------------------------------------------------- | ----------------------------------------------------------------------- | ----------------------------------------------------------------------- | ----------------------------------------------------------------------- | ----------------------------------------------------------------------- | ----------------------------------------------------------------------- | ----------------------------------------------------------------------- | ----------------------------------------------------------------------- |
| 5-6-1921                                                                | Budapest                                                                | Ungheria                                                                | 3 – 0                                                                   | Germania                                                                | Amichevole                                                              | 1                                                                       |                                                                         |
| 18-5-1924                                                               | Zurigo                                                                  | Svizzera                                                                | 3 – 0                                                                   | Ungheria                                                                | Amichevole                                                              | -                                                                       |                                                                         |
| 26-5-1924                                                               | Parigi                                                                  | Ungheria                                                                | 5 – 0                                                                   | Polonia                                                                 | Olimpiadi 1924 - Turno di qualificazione                                | -                                                                       |                                                                         |
| 29-5-1924                                                               | Parigi                                                                  | Ungheria                                                                | 0 – 3                                                                   | Egitto                                                                  | Olimpiadi 1924- Ottavi di finale                                        | -                                                                       |                                                                         |
| Totale                                                                  |                                                                         | Presenze                                                                | 4                                                                       |                                                                         | Reti                                                                    | 1                                                                       |                                                                         |

| Cronologia completa delle presenze e delle reti in nazionale (partite non ufficiali) ― Ungheria | Cronologia completa delle presenze e delle reti in nazionale (partite non ufficiali) ― Ungheria | Cronologia completa delle presenze e delle reti in nazionale (partite non ufficiali) ― Ungheria | Cronologia completa delle presenze e delle reti in nazionale (partite non ufficiali) ― Ungheria | Cronologia completa delle presenze e delle reti in nazionale (partite non ufficiali) ― Ungheria | Cronologia completa delle presenze e delle reti in nazionale (partite non ufficiali) ― Ungheria | Cronologia completa delle presenze e delle reti in nazionale (partite non ufficiali) ― Ungheria | Cronologia completa delle presenze e delle reti in nazionale (partite non ufficiali) ― Ungheria |
| Data                                                                                            | Città                                                                                           | In casa                                                                                         | Risultato                                                                                       | Ospiti                                                                                          | Competizione                                                                                    | Reti                                                                                            | Note                                                                                            |
| ----------------------------------------------------------------------------------------------- | ----------------------------------------------------------------------------------------------- | ----------------------------------------------------------------------------------------------- | ----------------------------------------------------------------------------------------------- | ----------------------------------------------------------------------------------------------- | ----------------------------------------------------------------------------------------------- | ----------------------------------------------------------------------------------------------- | ----------------------------------------------------------------------------------------------- |
| 26-6-1921                                                                                       | Budapest                                                                                        | Ungheria                                                                                        | 3 – 0                                                                                           | Selezione della Germania Meridionale                                                            |                                                                                                 | -                                                                                               |                                                                                                 |
| 24-5-1924                                                                                       | Saarbrücken                                                                                     | Saarland                                                                                        | 1 – 7                                                                                           | Ungheria                                                                                        |                                                                                                 | -                                                                                               |                                                                                                 |
| Totale                                                                                          |                                                                                                 | Presenze                                                                                        | 2                                                                                               |                                                                                                 | Reti                                                                                            | 0                                                                                               |                                                                                                 |

### Club
In grassetto le competizioni vinte.
| Stagione             | Squadra              | Campionato           | Campionato | Campionato | Campionato | Campionato | Coppe nazionali | Coppe nazionali | Coppe nazionali | Coppe nazionali | Coppe nazionali | Coppe continentali | Coppe continentali | Coppe continentali | Coppe continentali | Coppe continentali | Altre coppe | Altre coppe | Altre coppe | Altre coppe | Altre coppe | Totale | Totale | Totale | Totale | Vittorie % | Piazzamento  |
| Stagione             | Squadra              | Comp                 | G          | V          | N          | P          | Comp            | G               | V               | N               | P               | Comp               | G                  | V                  | N                  | P                  | Comp        | G           | V           | N           | P           | G      | V      | N      | P      | %          | Piazzamento  |
| -------------------- | -------------------- | -------------------- | ---------- | ---------- | ---------- | ---------- | --------------- | --------------- | --------------- | --------------- | --------------- | ------------------ | ------------------ | ------------------ | ------------------ | ------------------ | ----------- | ----------- | ----------- | ----------- | ----------- | ------ | ------ | ------ | ------ | ---------- | ------------ |
| 1933-1934            | Hakoah Vienna        | IL                   | 22         | 5          | 7          | 10         | CA              | 2               | 1               | 0               | 1               | -                  | -                  | -                  | -                  | -                  | -           | -           | -           | -           | -           | 24     | 6      | 7      | 11     | 25,00      | 10º          |
| 1934-1935            | Hakoah Vienna        | IL                   | 22         | 6          | 5          | 11         | CA              | 4               | 3               | 0               | 1               | -                  | -                  | -                  | -                  | -                  | -           | -           | -           | -           | -           | 26     | 9      | 5      | 12     | 34,62      | 10º          |
| 1935-1936            | Enschede             | NL                   | 18+8       | 15+5       | 1+0        | 2+3        | -               | -               | -               | -               | -               | -                  | -                  | -                  | -                  | -                  | -           | -           | -           | -           | -           | 26     | 20     | 1      | 5      | 76,92      | 3º           |
| 1936-1937            | Enschede             | NL                   | 18         | 7          | 3          | 8          | -               | -               | -               | -               | -               | -                  | -                  | -                  | -                  | -                  | -           | -           | -           | -           | -           | 18     | 7      | 3      | 8      | 38,89      | 4º           |
| Totale Enschede      | Totale Enschede      | Totale Enschede      | 44         | 27         | 4          | 13         |                 | -               | -               | -               | -               |                    | -                  | -                  | -                  | -                  |             | -           | -           | -           | -           | 44     | 27     | 4      | 13     | 61,36      |              |
| 1937-1938            | Hakoah Vienna        | 2L                   | 0          | 0          | 0          | 0          | CA              | 2               | 1               | 1               | 0               | -                  | -                  | -                  | -                  | -                  | -           | -           | -           | -           | -           | 2      | 1      | 1      | 0      | 50,00      | Squalificato |
| Totale Hakoah Vienna | Totale Hakoah Vienna | Totale Hakoah Vienna | 44         | 11         | 12         | 21         |                 | 8               | 5               | 1               | 2               |                    | -                  | -                  | -                  | -                  |             | -           | -           | -           | -           | 52     | 16     | 13     | 23     | 30,77      |              |
| 1938-1939            | Újpest               | NBI                  | 26         | 20         | 4          | 2          | -               | -               | -               | -               | -               | CEC                | 6                  | 3                  | 1                  | 2                  | -           | -           | -           | -           | -           | 32     | 23     | 5      | 4      | 71,88      | 1º           |
| 1945                 | Vasas                | NBI                  | 22         | 10         | 7          | 5          | -               | -               | -               | -               | -               | -                  | -                  | -                  | -                  | -                  | -           | -           | -           | -           | -           | 22     | 10     | 7      | 5      | 45,45      | 5º           |
| 1946-1947            | Ciocanul             | DA                   | 13         | 8          | 1          | 4          | -               | -               | -               | -               | -               | -                  | -                  | -                  | -                  | -                  | -           | -           | -           | -           | -           | 13     | 8      | 1      | 4      | 61,54      | Dimiss.      |
| 1946-1947            | Újpest               | NBI                  | 30         | 21         | 5          | 4          | -               | -               | -               | -               | -               | -                  | -                  | -                  | -                  | -                  | -           | -           | -           | -           | -           | 30     | 21     | 5      | 4      | 70,00      | 1º           |
| Totale Ujpest        | Totale Ujpest        | Totale Ujpest        | 56         | 41         | 9          | 6          |                 | -               | -               | -               | -               |                    | 6                  | 3                  | 1                  | 2                  |             | -           | -           | -           | -           | 62     | 44     | 10     | 8      | 70,97      |              |
| 1947-1948            | Kispest              | NBI                  | 32         | 21         | 6          | 5          | -               | -               | -               | -               | -               | -                  | -                  | -                  | -                  | -                  | -           | -           | -           | -           | -           | 30     | 21     | 5      | 4      | 70,00      | 4º           |
| 1949-1950            | Padova               | A                    | 33         | 10         | 8          | 15         | -               | -               | -               | -               | -               | -                  | -                  | -                  | -                  | -                  | -           | -           | -           | -           | -           | 33     | 10     | 8      | 15     | 30,30      | Eson.        |
| 1950-1951            | Triestina            | A                    | 38         | 10         | 10         | 18         | -               | -               | -               | -               | -               | -                  | -                  | -                  | -                  | -                  | -           | -           | -           | -           | -           | 38     | 10     | 10     | 18     | 26,32      | 16º          |
| lug.-nov. 1951       | Triestina            | A                    | 10         | 2          | 1          | 7          | -               | -               | -               | -               | -               | -                  | -                  | -                  | -                  | -                  | -           | -           | -           | -           | -           | 10     | 2      | 1      | 7      | 20,00      | Eson.        |
| Totale Triestina     | Totale Triestina     | Totale Triestina     | 48         | 12         | 11         | 25         |                 | -               | -               | -               | -               |                    | -                  | -                  | -                  | -                  |             | -           | -           | -           | -           | 48     | 12     | 11     | 25     | 25,00      |              |
| 1953                 | Quilmes              | PBN                  | 6          | ?          | ?          | ?          | -               | -               | -               | -               | -               | -                  | -                  | -                  | -                  | -                  | -           | -           | -           | -           | -           | 6      | 0      | 0      | 0      | &0,00      | Eson.        |
| 1952-1953            | APOEL                | AK                   | ?          | ?          | ?          | ?          | KK              | 3               | 1               | 1               | 1               | -                  | -                  | -                  | -                  | -                  | -           | -           | -           | -           | -           | 3      | 1      | 1      | 1      | 33,33      | 3º           |
| lug.-nov. 1953       | APOEL                | AK                   | ?          | ?          | ?          | ?          | -               | -               | -               | -               | -               | -                  | -                  | -                  | -                  | -                  | -           | -           | -           | -           | -           | 0      | 0      | 0      | 0      | —          | Dimiss.      |
| Totale APOEL         | Totale APOEL         | Totale APOEL         | ?          | ?          | ?          | ?          |                 | 3               | 1               | 1               | 1               |                    | -                  | -                  | -                  | -                  |             | -           | -           | -           | -           | 3      | 1      | 1      | 1      | 33,33      |              |
| nov. 1953-1954       | Milan                | A                    | 25         | 13         | 7          | 5          | -               | -               | -               | -               | -               | -                  | -                  | -                  | -                  | -                  | -           | -           | -           | -           | -           | 25     | 13     | 7      | 5      | 52,00      | Sub. 3º      |
| 1954-feb. 1955       | Milan                | A                    | 19         | 12         | 4          | 3          | -               | -               | -               | -               | -               | -                  | -                  | -                  | -                  | -                  | -           | -           | -           | -           | -           | 19     | 12     | 4      | 3      | 63,16      | Eson.        |
| Totale Milan         | Totale Milan         | Totale Milan         | 44         | 25         | 11         | 8          |                 | -               | -               | -               | -               |                    | -                  | -                  | -                  | -                  |             | -           | -           | -           | -           | 44     | 25     | 11     | 8      | 56,82      |              |
| 1955-apr. 1956       | L.R. Vicenza         | A                    | 26         | 7          | 9          | 10         | -               | -               | -               | -               | -               | -                  | -                  | -                  | -                  | -                  | -           | -           | -           | -           | -           | 26     | 7      | 9      | 10     | 26,92      | Dimiss.      |
| 1957                 | San Paolo            | CP                   | 19+18      | 10+13      | 5+4        | 4+1        | R-SP            | 9               | 3               | 2               | 4               | -                  | -                  | -                  | -                  | -                  | -           | -           | -           | -           | -           | 46     | 26     | 11     | 9      | 56,52      | 1º           |
| 1958                 | San Paolo            | CP                   | ?          | ?          | ?          | ?          | R-SP            | 9               | 4               | 2               | 3               | -                  | -                  | -                  | -                  | -                  | -           | -           | -           | -           | -           | 9      | 4      | 2      | 3      | 44,44      | Dimiss.      |
| Totale San Paolo     | Totale San Paolo     | Totale San Paolo     | 37+        | 23+        | 9+         | 5+         |                 | 18              | 7               | 4               | 7               |                    | -                  | -                  | -                  | -                  |             | -           | -           | -           | -           | 55     | 30     | 13     | 12     | 54,55      |              |
| nov. 1958-1959       | Porto                | PD                   | 19         | 14         | 4          | 1          | CP              | 9               | 7               | 0               | 2               | -                  | -                  | -                  | -                  | -                  | -           | -           | -           | -           | -           | 28     | 21     | 4      | 3      | 75,00      | Sub. 1º      |
| 1959-1960            | Benfica              | PD                   | 26         | 20         | 5          | 1          | CP              | 10              | 8               | 1               | 1               | -                  | -                  | -                  | -                  | -                  | -           | -           | -           | -           | -           | 36     | 28     | 6      | 2      | 77,78      | 1º           |
| 1960-1961            | Benfica              | PD                   | 26         | 22         | 2          | 2          | CP              | 6               | 5               | 0               | 1               | CC                 | 9                  | 7                  | 1                  | 1                  | -           | -           | -           | -           | -           | 41     | 34     | 3      | 4      | 82,93      | 1º           |
| 1961-1962            | Benfica              | PD                   | 26         | 14         | 8          | 4          | CP              | 12              | 9               | 2               | 1               | CC                 | 7                  | 4                  | 1                  | 2                  | CI          | 3           | 1           | 0           | 2           | 48     | 28     | 11     | 9      | 58,33      | 3º           |
| lug.-ott. 1962       | Peñarol              | PDU                  | ?          | ?          | ?          | ?          | -               | -               | -               | -               | -               | CCA                | 5                  | 1                  | 1                  | 3                  | -           | -           | -           | -           | -           | 5      | 1      | 1      | 3      | 20,00      | Eson.        |
| 1965-1966            | Benfica              | PD                   | 26         | 18         | 5          | 3          | CP              | 6               | 4               | 1               | 1               | CC                 | 6                  | 3                  | 1                  | 2                  | -           | -           | -           | -           | -           | 38     | 25     | 7      | 6      | 65,79      | 2º           |
| Totale Benfica       | Totale Benfica       | Totale Benfica       | 104        | 74         | 20         | 10         |                 | 34              | 26              | 4               | 4               |                    | 22                 | 14                 | 3                  | 5                  |             | 3           | 1           | 0           | 2           | 163    | 115    | 27     | 21     | 70,55      |              |
| ott. 1966-mar. 1967  | Servette             | LNA                  | 8          | 3          | 0          | 5          | CS              | 2               | 0               | 1               | 1               | CdC                | 5                  | 3                  | 0                  | 2                  | -           | -           | -           | -           | -           | 15     | 6      | 1      | 8      | 40,00      | Dimiss.      |
| 1967-1968            | Panathīnaïkos        | AE                   | ?          | ?          | ?          | ?          | CG              | -               | -               | -               | -               | CdC                | 2                  | 0                  | 0                  | 2                  | -           | -           | -           | -           | -           | 2      | 0      | 0      | 2      | &0,00      | Eson.        |
| mar.-mag. 1973       | Austria Vienna       | N                    | 13         | 5          | 3          | 5          | -               | -               | -               | -               | -               | CU                 | 2                  | 0                  | 0                  | 2                  | -           | -           | -           | -           | -           | 15     | 5      | 3      | 7      | 33,33      | Sub. 10º     |
| nov. 1973-1974       | Porto                | PD                   | 15         | 9          | 3          | 3          | CP              | 4               | 2               | 1               | 1               | -                  | -                  | -                  | -                  | -                  | -           | -           | -           | -           | -           | 19     | 11     | 4      | 4      | 57,89      | Sub. 4º      |
| Totale Porto         | Totale Porto         | Totale Porto         | 34         | 23         | 7          | 4          |                 | 13              | 9               | 1               | 3               |                    | -                  | -                  | -                  | -                  |             | -           | -           | -           | -           | 47     | 32     | 8      | 7      | 68,09      |              |
| Totale carriera      | Totale carriera      | Totale carriera      | 564+       | 300+       | 117+       | 147+       |                 | 78              | 48              | 12              | 18              |                    | 42                 | 21                 | 5                  | 16                 |             | 3           | 1           | 0           | 2           | 687    | 370    | 134    | 183    | 53,86      |              |

## Palmarès

### Giocatore

#### Competizioni nazionali
- Campionato ungherese: 2

MTK Budapest: 1919-1920, 1920-1921
- Campionato austriaco: 1

Hakoah Vienna: 1924-1925
- National Challenge Cup: 1

New York Hakoah: 1929

### Allenatore

#### Competizioni statali
- Campionato paulista: 1

San Paolo: 1957

#### Competizioni nazionali
- Campionato ungherese: 2

Újpest: 1938-1939, 1946-1947
- Campionato portoghese: 3

Porto: 1958-1959
Benfica: 1959-1960, 1960-1961
- Coppa di Portogallo: 1

Benfica: 1961-1962

#### Competizioni internazionali
- Coppa dell'Europa Centrale: 1

Újpest: 1939
- Coppa dei Campioni: 2

Benfica: 1960-1961, 1961-1962